# Військові ігри в Римі 1919
Військові ігри в Римі — футбольний турнір, що відбувся в 1919 році в столиці Італії на честь перемоги Антанти в Першій світовій війні. Одразу після Військових ігор відбулася так звана Першингова Олімпіада (Міжсоюзницькі ігри) в Парижі.
У турнірі брали участь військові збірні Італії, Чехословаччини та Бельгії, а також команда Чеські Домобранці.

## Матчі
Результати деяких матчів:
Чехословаччина — Бельгія — 2:3 (0:3) (Тламіха, 48, Шквайн-Мазал, 64 — ?)
- Чехословаччина: Главачек — Янда, Раценбергер — Коленатий, Мисік, Чеський — Цайда, Маца, Шифнер, Шквайн-Мазал, Тламіха-Ада
- Бельгія: Фішлін — Свартенбрукс, Вербек — Ван де Грахт, Ван де Вельде, Фіренс — Данан, Демоль, Фламінк, Ферстратен, Мішель

Чехословаччина — Чеські Домобранці — 5:0 (Шквайн-Мазал-4, Маца)
- Чехословаччина: Качеровський — Янда, Раценбергер — Плодр, Мисік, Чеський — Цайда, Маца, Шифнер, Шквайн-Мазал, Тламіха-Ада

Італія — Чехословаччина — 0:1 (Шифнер, 10)
- Главачек — Янда, Гоєр — Коленатий, Мисік, Плодр — Цайда, Маца, Шифнер, Шквайн-Мазал, Тламіха-Ада

Італія — Бельгія — 3:4
Чеські Домобранці — Збірна Риму 5:2 (Плачек-2, Ян-2, Благнік — ?)

## Таблиця
| № | Команды        | 1   | 2   | 3   | В | Н | П | М     | О |
| - | -------------- | --- | --- | --- | - | - | - | ----- | - |
| 1 | Бельгія        |     | 3:2 | 4:3 | 2 | 0 | 0 | 7 — 5 | 4 |
| 2 | Чехословаччина | 2:3 |     | 1:0 | 1 | 0 | 1 | 3 — 3 | 2 |
| 3 | Італія         | 3:4 | 0:1 |     | 0 | 0 | 2 | 3 — 5 | 0 |

Команда Чеські Домобранці, найімовірніше, виступала поза конкурсом.

## Команди
Переможці турніру — збірна Бельгії. В матчі з Чехословаччиною за команду грали: Робер Фішлін («Дарінг»), Арман Свартенбрукс («Дарінг»), Оскар Вербек («Юніон Сент-Жилуаз»), Ван де Грахт («Беєсхот»), Жак Ван де Вельде («Лір»), Огюст Фіренс («Беєсхот»), Жорж Деман («Малінес»), Жозеф Демоль («Юніон Сент-Жилуаз»), Оноре Фламінк («Дарінг»), Луїс Ферстратен («Дарінг»), Жуль Мішель («Леопольд»). Всі гравці виступали на Міжсоюзницьких іграх.
Збірна Чехословаччини посіла друге місце. Її представляли діючі футболісти провідних клубів країни. Команда виступала в такому складі: Рудольф Главачек, Антонін Раценбергер (обидва зі «Славії»), Франтішек Плодр, Ян Чеський, Ярослав Мисік (всі троє — «Вікторія»), Антонін Гоєр, Франтішек Коленатий, Антонін Янда, Тламіха (всі четверо — «Спарта»), Отакар Шквайн-Мазал («Кладно»), Франтішек Шифнер, Цайда (обидва — ЧАФК), Качеровський («Пардубіце»), Маца («Лібень»). Певною мірою це була збірна Чехословаччини-Б, а основна команда через кілька днів виступала на Міжсоюзницьких іграх. З учасників Римського турніру там брали участь тільки Гоєр і Янда, а Раценбергер і Мисік були в заявці.
Основу італійської збірної складали гравці з Мілана і Болоньї.
За збірну Чеські Домобранці виступали такі футболісти: Ян і Благнік (обоє «Славія»), Плачек («Спарта»), Дірлам («Колін»), Ванек.
Військові ігри в Римі фактично були першими матчами футбольної збірної Чехословаччини. В 1979 році чехословацький спортивний журналіст Зденек Шалек звертався до Чехословацької асоціації фізичного виховання з проханням організувати обговорення з представниками Італії і Бельгії про визнання матчів турніру офіційними поєдинками національних збірних. Але його ідея не отримала підтримки. Схожа ситуація і з матчами Міжсоюзницьких ігор, які також до цього часу не отримали офіційних статус, а рахуються поєдинками військових команд. Таким чином, першими офіційними матчами збірної Чехословаччини вважаються поєдинки Олімпійського футбольного турніру в Антверпені в 1920 році.